# Hypérion (Eminescu)
Luceafĕrul
Pour les articles homonymes, voir Hypérion.
Hypérion (en roumain Luceafărul, titre diversement traduit par l’Étoile — ou l’Astre — du matin, l’Étoile — ou l’Astre — du soir, Lucifer etc.) est un poème narratif de 392 vers, composé par l’écrivain roumain Mihai Eminescu et paru pour la première fois en 1883. Généralement considéré comme le chef-d’œuvre de son auteur, le poème est aussi l’un des sommets de la littérature roumaine, et l’un des derniers flamboiements de la poésie romantique en Europe. Prenant place dans un plus vaste ensemble — ou « constellation » — de poèmes, l’œuvre prit à Eminescu dix ans à concevoir, et sa forme définitive fut en partie réalisée par le philosophe Titu Maiorescu. Tout au long de ce processus de création, l’auteur vint à incorporer des ingrédients du folklore roumain, des thèmes romantiques, et différents éléments de la mythologie proto-européenne, pour aboutir, au départ d’un conte de fées versifié, à une mythopoïèse et à une réflexion sur sa propre condition de génie, ainsi qu’à une transposition littéraire de sa philosophie de l'amour.
L’être céleste éponyme, Hypérion, a généralement été identifié comme étant l’alter ego d’Eminescu ; cette figure combine en elle des caractéristiques de l’ange déchu, des démons, des incubes, mais n’apparaît toutefois jamais malveillant ou délibérément séducteur. Sa mission quotidienne dans le firmament est perturbée par les voluptueux appels de la princesse Cătălina, qui le sollicite de « glisser » jusqu’à elle et de devenir son compagnon. Ayant été persuadé par elle de renoncer à son immortalité, ce qui requiert l’acquiescement d’un troisième protagoniste, le Démiurge, l’Étoile du matin résout de se rendre chez celui-ci aux confins de l’univers, mais ne rapportera de son voyage que la révélation de l’inconsistance du genre humain. Entre-temps, pendant sa brève absence, la princesse a été séduite par un congénère mortel. Aussi, après qu’il a regagné sa place dans le ciel, Hypérion s’avise-t-il que le Démiurge avait raison.
Luceafărul est célèbre non seulement à titre de chef-d’œuvre de l’art poétique, mais encore en tant qu’il s’agit de l’une des toutes dernières œuvres achevées et lues en public par Eminescu avant sa grave maladie mentale et son internement. Le poème a persisté dans la mémoire culturelle autant comme objet d’étude pour la critique universitaire que comme œuvre plébiscitée par le grand public. Il fut traduit dans de nombreuses langues, notamment par Günther Deicke, Zoltán Franyó, Mite Kremnitz, Leon Levițchi, Mate Maras, Corneliu M. Popescu, David Samoylov, Immanuel Weissglas, Todur Zanet et Vilém Závada ; la dernière traduction française est due à Jean-Louis Courriol. Le poème a laissé des empreintes dans les œuvres des écrivains Mircea Eliade, Emil Loteanu, Alexandru Vlahuță, et, peut-être, d’Ingeborg Bachmann, et inspira des compositeurs tels que Nicolae Bretan et Eugen Doga, en plus de plusieurs artistes visuels.